# Celina Lin
Celina Lin Pei Fei (* 5. November 1982 in Shanghai) ist eine professionelle chinesische Pokerspielerin.

## Persönliches
Lin zog im Alter von sieben Jahren mit ihrer Familie ins australische Melbourne. In Australien traf sie auf Tony Dunst, mit dem Lin einige Zeit liiert war. Heute lebt sie in Macau. Lin ist mit dem Pokerspieler Randy Lew liiert und seit März 2018 verlobt. Ende Oktober 2019 wurden sie Eltern einer Tochter.

## Pokerkarriere
Lin begann 2004 mit Poker, nachdem sie ein Freund zum Spielen im Crown Melbourne überredet hatte. Sie baute sich innerhalb von drei Wochen online eine Bankroll von 10.000 US-Dollar auf und gehörte bis Ende 2020 jahrelang unter dem Nickname Celina Lin dem Team PokerStars an. Seit 2007 nimmt Lin an renommierten Live-Turnieren teil.
Mitte Juli 2009 gewann sie als erste Frau das Red Dragon Event im Rahmen des PokerStars Macau Poker Cup und erhielt eine Siegprämie von umgerechnet mehr als 50.000 US-Dollar. Drei Jahre später war sie beim gleichen Turnier erneut siegreich und sicherte sich ihr bisher höchstes Preisgeld von über 110.000 US-Dollar. Im Januar 2013 kam Lin beim Main Event der Aussie Millions Poker Championship in Melbourne ins Geld und beendete das Turnier auf dem 24. Platz für mehr als 40.000 US-Dollar. Anfang Juli 2015 war sie erstmals bei der World Series of Poker im Rio All-Suite Hotel and Casino am Las Vegas Strip erfolgreich und erreichte bei einem Bountyturnier der Variante No Limit Hold’em die Geldränge.
Insgesamt hat sich Lin mit Poker bei Live-Turnieren mehr als eine Million US-Dollar erspielt. Von April bis November 2016 spielte sie als Teammanagerin der Hong Kong Stars in der Global Poker League und kam mit ihrem Team bis in die Playoffs.